# Bebelis lignea
Bebelis lignea là một loài bọ cánh cứng trong họ Cerambycidae.